# Липа (Луцкий район)
Липа (укр. Липа) — село в Берестечковской городской общине Луцкого района Волынской области Украины.
До 2020 года входило в Гороховский район.
Код КОАТУУ — 0720885404. Почтовый индекс — 45763. Телефонный код — 3379. Занимает площадь 11 км².

## Население
Население по переписи 2001 года составляет 354 человека.

### Известные люди
В селе родился Авраменко, Николай Григорьевич (род. 1951) — советский и украинский спортсмен и тренер.